# Sédimentation marine

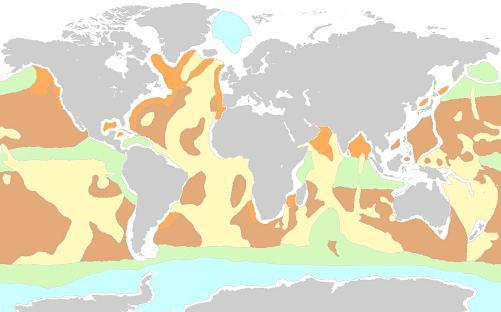
Carte de répartition des sédiments marins dans l'Océan mondial. Jaune : sédiments carbonatés biogènes ; brun : argiles rouges des grands fonds ; orange : sédiments terrigènes ; blanc : sédiments des marges continentales ; vert : sédiments siliceux biogènes ; bleu : sédiments glaciaires.

La sédimentation marine comprend tous les processus conduisant à la formation de sédiments marins (sédimentation littorale ou côtière, océanique, bathyale, abyssale, etc.).

## La sédimentation littorale

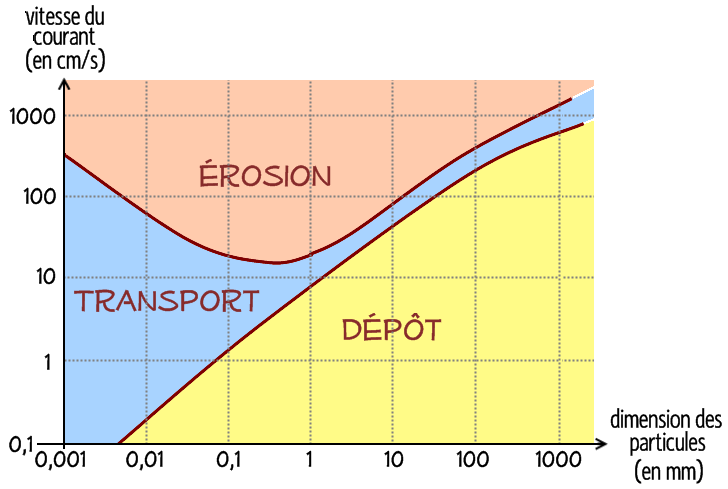
Diagramme de Hjulström : activité d'une particule détritique dans l'eau en fonction de sa taille et de la vitesse du courant dans l'eau.

Tous les matériaux amenés à la mer par les fleuves, les glaciers, le vent, ou détachés des falaises, sont repris par les vagues aidées par la marée et les courants. Le transport et le dépôt des particules détritiques transportées par l’eau dépend de leur taille et de la vitesse du courant qui détermine l’énergie hydraulique du milieu (diagramme de Hjulström). Les grains détritiques dont la taille est supérieure à 0,05 m se déposent graduellement selon un granoclassement horizontal (des particules les plus grossières aux plus fines au fur et à mesure que la vitesse du courant diminue). Les particules les plus fines (essentiellement des argiles) se déposent très lentement, dans un milieu non agité.
Au voisinage de la partie littorale, le sable est encore relativement grossier et renferme parfois de petits cailloux. Les courants de marée le remanient et troublent la régularité du dépôt, y faisant alterner des lits presque horizontaux avec des lits quelque peu inclinés. Les traces de bioturbation évoquent ainsi un dépôt en domaine marin littoral. Plus on s'avance vers la pleine mer, plus les particules deviennent fines (avec des grains moins roulés, gardant leurs arêtes vives pour les particules les plus fines) et la disposition régulière, car les mouvements de la surface s'y font plus difficilement sentir (ils ne se manifestent que par la formation d'ondulations ou ripple-marks. On peut ainsi distinguer deux zones : la zone des sables et des graviers ou zone néritique (jusqu'à 2 000 m), correspondant globalement à la plate-forme continentale, caractérisée par la prédominance des sables et des graviers ; la zone bathyale (de 200 à 3 000 m), caractérisée par la prédominance des vases et des argiles. Cependant les phases de transgression marine et de régression entraînent la recoupement de ces zones (d'où l'alternance de lits schisteux et gréseux dans une roche ou une formation sédimentaire). Enfin, dans les baies tranquilles où les marées sont faibles et dans les mers fermées, les dépôts de vases s'approchent davantage du rivage et la zone des sables peut être réduite à une bande très étroite.
Les irrégularités du fond marin jouent un grand rôle dans la distribution des sédiments. Ceux-ci s'accumulent de préférence dans les zones déprimées et dans les bassins isolés. La stratification de tous les dépôts formés par l'action mécanique de l'eau de la mer est liée aux variations périodiques dans les conditions de sédimentation, c'est-à-dire dans l'état d'agitation de l'eau.

## La sédimentation abyssale
Cette sédimentation qui correspond à la zone abyssale (de 3001 à 7 000 m) implique des particules abiotiques, vivante ou issues de la nécromasse, qui forment la neige marine et descendent vers le fond pour progressivement y former des couches de dépôts (qui ont formé dans le passé l'essentiel des roches sédimentaires). Les courants marins et les courants de turbidité parviennent à transférer des argiles continentales jusqu'à l’aplomb des zones abyssales. Dans ces endroits plus calmes, elles peuvent se déposer en rejoignant d’autres argiles néoformées localement à la suite de l’activité hydrothermale des dorsales, et la neige marine. Ce dépôt sédimentaire reste faible, étant donné leur vitesse d’accumulation très faible, de l’ordre de quelques mm/1 000 ans. La stratification est en général régulière et les couches sont sensiblement horizontales car la pente des fonds marins est très faible, même à l'endroit du talus continental.

### Mécanismes
Les mécanismes qui régissent la sédimentation marine sont liés à la production des particules minérales ou biologiques (la neige marine) qui vont en grande partie se déposer sur les fonds océaniques. La nature et le mode de transport de ces sédiments influeront sur leur texture, densité et nature physicochimique, de même que les organismes qui y vivent (animaux fouisseurs) ou s'y nourrissent.
Ces phénomènes dépendent du climat, du relief et de la répartition des terres émergées, de la morphologie et de la profondeur du fond des océans, des mouvements des masses d’eau et de leur richesse en éléments nutritifs. L’évolution de ces facteurs et du niveau de la mer au cours des temps géologiques explique les changements de nature pétrographique des couches sédimentaires, où alternent calcaires, marnes, argiles, grès…
Les matériaux sédimentaires arrivent à l’océan sous forme solide ou sous forme d’éléments chimiques dissous dans l’eau. Ces derniers sont extraits de l’eau de mer par des organismes vivants ou au cours d'une précipitation chimique.
Selon les milieux, étagés suivant la profondeur, on trouve des associations biologiques et des proportions de particules continentales différentes. 
Les grands fleuves modifient ainsi les marges des continents par leurs apports terrigènes. L'éventail sous-marin ainsi formé ou la plate-forme continentale, peu profonde, permet le développement d’algues à squelette calcaire et de coquilles d’invertébrés formant parfois des récifs (coraux). Dans ce domaine vit aussi sur le fond une abondance de micro-organismes. Tous ces êtres vivants extraient le carbonate de calcium de l’eau de mer.

## Cas particuliers
Les régions d’arc insulaires fournissent à l’océan des projections volcaniques qui se mélangent aux restes d’organismes vivant à la surface et aux produits de l’érosion des volcans pour former d’épaisses séries volcano-sédimentaires. Des couches de cendres provenant d’éruptions catastrophiques (Santorin, en Grèce, Krakatoa, en Indonésie) peuvent s’intercaler dans les autres types de sédiments.
Le volcanisme sous-marin, très actif dans les dorsales médio-océaniques, mais aussi les chaînes volcaniques de l’océan Pacifique et de l’océan Indien, produit également particules et sources hydrothermales permettant le développement d’un monde vivant, qui utilise l’énergie géothermique à la place de l’énergie solaire. Ces reliefs volcaniques, situés au-dessus de la profondeur à laquelle le calcaire est dissous, préservent les coquilles provenant du plancton de surface qui disparaissent plus bas.
Dans le domaine des grandes profondeurs se forment de nouveaux minéraux au contact eau-sédiments (nodules polymétalliques, argiles), à partir des eaux plus riches en éléments chimiques qui imprègnent les sédiments.
Les icebergs peuvent jouer le rôle de radeaux transporteurs ; dans le passé, avec des cycles de 6 000 à 7 000 ans correspondant à des hausses du niveau de la mer, une grande quantité de glace a quitté le pôle nord, dont des icebergs emportant des roches prélevées au socle sous-jacent. Ces roches ont parfois été relâchées beaucoup plus au sud, et sont retrouvées dans les sédiments marins. 
Ces évènements sont dits « événements de Heinrich », du nom du géologue qui les a expliqués.

## Environnement
Le sédiment marin est de nature variée ; il est aéré dans le cas des graviers et sables grossiers et abrite alors souvent une microfaune et une communauté d'organismes adaptée au substrat, vivant plutôt en aérobiose. Il peut au contraire être très anoxique dans le cas des vases par exemple. Des phénomènes de méthylation ou de production de méthane ou de gaz toxiques peuvent s'y produire.
Dans un contexte de pollution portuaire, estuarienne ou de pollution marine, autour de certaines épaves, de dépôts de munitions immergées ou de zone de clapage en mer, les sédiments marins sont susceptibles d'avoir accumulé, éventuellement durablement des polluants (sédiments portuaires et estuariens notamment).
Le clapage en mer de sédiments curés dans les port a été et est encore une cause de transferts de pollution des ports vers l'océan. Les curages sont maintenant plus réglementés, dans la plupart des pays. Il faut donc récupérer et gérer à terre une partie des sédiments les plus pollués, alors que se précise depuis la fin des années 1990 dans de nombreux pays un statut juridique de déblai de dragage extrait de son milieu d’origine. Au regard du droit, la dangerosité toxicologique et écotoxicologique d'un sédiment peut au moins s'apprécier selon les normes sols et boues utilisés dans le domaine des boues de station d’épuration (décret n° 97-1133 du 8 décembre 1997 et arrêté du 8 janvier 1998).
Des niveaux de références ont été établis (en France par arrêté du 14 juin 2000) pour les analyses de sédiments (marins, estuariens, portuaires...). Ils sont périodiquement révisés, sur la base de l'évolution des connaissances scientifiques.
Au-delà de ces seuils, la non-dangerosité des matériaux doit être prouvée et une interdiction d'immersion peut s'ensuivre. Des précautions particulières sont à prendre pour la récupération, le transport et le stockage de ces sédiments en décharge. De son côté, le Conseil de l'Europe a publié le 19 décembre 2002 une liste de critères et procédures d’admission des déchets dans les décharges, en application de l'article 16 de la directive 1999/31/CE (Aida), avec trois seuils pour : les déchets dits « inertes », les déchets non dangereux et les déchets dangereux. Les tests les plus utilisés sont les tests de lixiviation, qui sous-estiment les risques de relargage par bioturbation et parfois de dispersion par les courants marins. En France, des entités telles que VNF ou le port autonome de Rouen chargé de gérer de grandes quantités de sédiments pollués ont produit leurs propres outils de gestion et de mesure du risque (seuils d'utilisation pour différents usages ou stockage).
De nombreuses études portent sur l'inertage voire la valorisation de sédiments marins pollués (comme sédimatériaux par exemple).

## Démolition
On sait pas (avec certaines limites dans des milieux complexes tels que les estuaires ou très mouvants (ex. : en cas de dunes sous-marines très mobiles ou en zone de méandrage estuarien) mesurer la sédimentation in situ. Mais il est utile pour les études de prospective, de gestion et simulation de production de ressources naturelles marines et/ou géologiques, pour certaines études d'impact et de gestion portuaire... de pouvoir l'anticiper et donc la modéliser.
Dans le domaine de la géomodélisation, des modèles 3D sont en cours de développement pour mieux décrire les évolutions des faciès sédimentaires (définis par des critères rhéologiques, lithologiques, biologiques et sédimentologiques, incluant notamment la porosité, perméabilité, ou mouillabilité du sédiment, ainsi que le transport passif ou dynamique et l’érosion de différents types de sédiments et leur évolution physicobiologique dans l'espace et le temps) et bénéficient de l'amélioration des connaissances en matière de géométrie et des propriétés des corps géologiques de la subsurface.